# Sutoro
L'Oficina de Seguretat Siríaca (siríac: ܡܟܬܒܐ ܕܣܘܬܪܐ ܣܘܪܝܝܐ, àrab: سوتورو), comunament coneguda com a Sutoro o la Policia Sutoro, és la policia de la comunitat assíria siríaca cristiana de la Federació del nord de Síria - Rojava a Síria, on treballa amb coordinació de les policials kurdes (Asayish) amb la missió de controlar i protegir les zones i barris de majoria d'assiris. La seva creació està associada amb el Partit Unió Siríaca (PUS).

## Història

### Integració a les institucions de Rojava
Amb l'esclat de la Guerra civil siriana i el conflicte al Rojava (Kurdistan), les unitats Sutoro es van organitzar, per primera vegada, a la ciutat d'al-Qahtaniyah (Qabre Hewore), i poc després a l'Malikiya (Dayrik). Juntament al Partit Unió Siríaca, amb qui manté càlides i amistoses relacions, va ser una de les nombroses organitzacions que va unir-se al partit que va començar a organitzar la vida política autogestionada i autorganitzada a Rojava durant el transcurs de la guerra, el Partit Unió Democràtica (PYD). Seguint aquesta política, el Sutoro ha buscat aliar-se amb la milícia kurda Unitats de Protecció Popular (YPG) tant bon punt va ser creada. Tot i que els kurds van ser acusats inicialment de voler organitzar la defensa amb la integració completa de qualsevol milícia sota una de la mateixa
, Sutoro aviat va ser acceptada, benvinguda i animada a organitzar-se autònomament per les forces kurdes.
Finalment, va integrar-se plenament en l'administració de la Federació del nord de Síria - Rojava, on va començar a operar juntament a la policia kurdes de Rojava, les Asayish. Les tasques que realitzaven conjuntament eren principalment les de posicionar-se en diferents punts de control (checkpoints) i patrullar pels barris, mentre la seva branca paramilitar, el Consell Militar Siríac (MFS per les sigles en siríac), van unir-se a les YPG el gener de 2014.

### Diferències amb Sootoro
La Policia Sutoro no s'ha de confondre amb Sootoro, que té el mateix nom en siríac però, utilitza la traducció a l'anglès "Oficina de Protecció Siríaca". Aquesta organització policial, establerta a la ciutat de Qamixli, va ser originalment l'organització local de Sutoro, però el 2013 se'n van separar, convertint-se en una milícia aliada al govern baasista de Baixar al-Assad. Al cap d'un temps, Sutoro va organitzar una nova branca a Qamixli.